# Nueva Zelanda en los Juegos Paralímpicos de Innsbruck 1984
Nueva Zelanda estuvo representada en los Juegos Paralímpicos de Innsbruck 1984 por ocho deportistas, seis hombres y dos mujeres.

## Medallistas
El equipo paralímpico neozelandés obtuvo las siguientes medallas:
| Nombre          | Deporte      | Evento                      |
| --------------- | ------------ | --------------------------- |
| Oro             |              |                             |
| Vivienne Martin | Esquí alpino | Eslalon gigante B2 femenino |
| Plata           |              |                             |
| Vivienne Martin | Esquí alpino | Descenso B2 femenino        |
| Vivienne Martin | Esquí alpino | Combinada B2 femenino       |
| Christopher Orr | Esquí alpino | Descenso B1 masculino       |
| Bronce          |              |                             |
| Mark Edwards    | Esquí alpino | Descenso LW3 masculino      |